# Collie Shire
Koordinaten: 33° 21′ S, 116° 9′ O

Das Shire of Collie ist ein lokales Verwaltungsgebiet (LGA) im australischen Bundesstaat Western Australia. Das Gebiet ist 1711 km² groß und hat etwa 8800 Einwohner (2016).
Collie liegt im Südwesten des Staates am Collie River etwa 160 Kilometer südlich der Hauptstadt Perth. Der Sitz des Shire Councils befindet sich in der Stadt Collie, wo etwa 7200 Einwohner leben (2016).

## Verwaltung
Der Collie Council hat elf Mitglieder. Sie werden von allen Bewohnern des Shires gewählt. Collie ist nicht in Bezirke unterteilt. Aus dem Kreis der Councillor rekrutiert sich auch der Vorsitzende des Councils (Shire President).

## Einzelnachweise

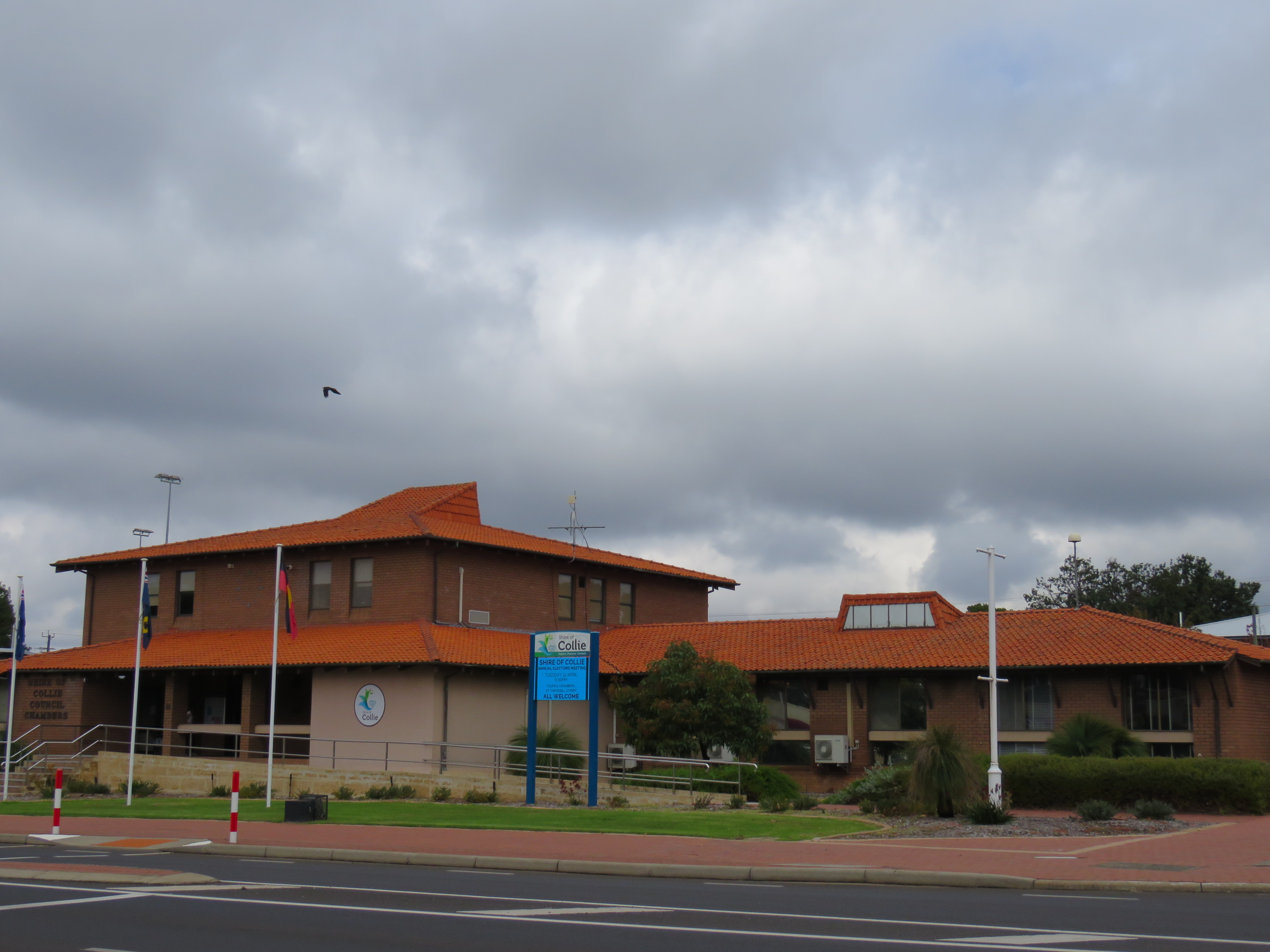
Collie Shire Verwaltungsgebäude, April 2022